# Dream d'Atlanta
Maillots
Actualités
Le Dream d’Atlanta (en anglais Atlanta Dream : « le Rêve d’Atlanta ») est une franchise de basket-ball féminin de la ville d’Atlanta, membre de la WNBA. Créée en 2008, elle devient la 14e franchise de la ligue, et commence sa première saison en mai 2008.

## Historique de la franchise
Détenue par J. Ronald Terwilliger, l’équipe joue à domicile à la Philips Arena, qui accueille également les Hawks d'Atlanta et les Thrashers d'Atlanta.
Le 27 novembre 2007, Atlanta désigne Marynell Meadors comme le premier entraîneur et manager général de l’histoire de la franchise. Meadors est le tout premier entraîneur de la défunte franchise du Sting de Charlotte, dès 1997.
Le 23 janvier 2008, Atlanta révèle le nom de la franchise : le Dream d’Atlanta, ainsi que ses couleurs : bleu ciel, rouge et blanc. La première saison est difficile avec seulement 4 victoires pour 30 défaites, dont 17 consécutives, nouveau record de WNBA.
En 2010, trois saisons après son arrivée dans la ligue majeure, Atlanta va se qualifier pour ses premières Finales WNBA. Mais les joueuses du Dream, à l'issue de rencontres serrées, doivent s'incliner (3-0) face à la meilleure équipe de la saison régulière, le Storm de Seattle.
En août 2012, après un conflit avec Angel McCoughtry, la coach et general manager Marynell Meadors est remplacée par son adjoint Fred Williams.
En novembre 2013, le poste d'entraîneur est confié à Michael Cooper.

### Saison 2014
Début juin, Céline Dumerc rejoint la franchise qui libère alors Inga Orekhova. Le 10 juillet, DeLisha Milton-Jones est échangée avec 
Swin Cash du Liberty. Après le All-Star week-end, le Dream annonce que Karleen Thompson assurera un intérim de Michael Cooper pour raisons médicales. Le Dream termine la saison régulière sur un bilan de 19 victoires pour 15 défaites et accroche pour la première fois depuis sa fondation la première place de la Conférence.

### Saison 2015
En juin 2015, le Dream annonce que Tiffany Hayes et Aneika Henry manqueront cinq rencontres WNBA pour participer aux Jeux européens à Bakou pour participer aux compétitions de 3×3 sous les couleurs de l'Azerbaïdjan, ce tournoi ne limitant pas la participation des naturalisés. Pour pallier leurs absences, le Dream engage le 17 juin Cierra Burdick et Sydney Carter. En juillet 2015, Samantha Logic est transférée aux Stars de San Antonio contre le second tour de la draft WNBA 2016 du Dream. Début juillet, le Dream se sépare de la brésilienne Nádia Gomes Colhado alors qu'elle entamait sa seconde saison en WNBA.
Le 27 juillet 2015, quelques jours après le All-Star Game, le Lynx, le Sky et le Dream concluent un transfert qui envoie Sylvia Fowles qui était sous contrat avec le Sky mais n'y jouait plus (et le second tour de draft 2016 du Sky) dans le Minnesota, alors qu'Érika de Souza prend la direction de l'Illinois et que Damiris Dantas do Amaral et Reshanda Gray (plus le premier tour 2016 de draft du Lynx) à quittent le Lynx pour rejoindre la Géorgie. En raison des blessures de Roneeka Hodges, DeLisha Milton-Jones et Cierra Burdick, le Dream est autorisé à signer dans les derniers jours de la saison régulière la première joueuse porto-ricaine Carla Cortijo, meneuse titulaire de son équipe nationale lors des Jeux panaméricains de 2015 où elle aligne des statistiques de 19,7 points, 4,7 rebonds et 3,3 passes décisives dont 24 points et 5 passes face aux États-Unis. Le Dream décide en septembre de mettre fin aux fonctions de vice-présidente et manager générale Angela Taylor.

### Saison 2016
Liz Williams est acquise du Sun en février 2016 contre le quatrième choix de la draft WNBA 2016. Le 10 mai 2016, Layshia Clarendon est transférée au Dream par le Fever de l'Indiana contre un second tour de la draft 2017 hérité du transfert au Liberty de Shoni Schimmel.
Finaliste en 2013, le Dream a manqué en 2015 les play-offs pour la première fois depuis leur saison inaugurale en 2008, mais démarre celle de 2016 avec un bilan de 5 victoires en six rencontres. Le duo formé par Laysha Clarendon  et Tiffany Hayescombine des moyennes de 30,2 points avec une adresse de 57,0 % soutient bien une McCoughtry toujours aussi performante. Le 8 juin, Sancho Lyttle quitte son équipe pour rejoindre l'équipe d'Espagne qui dispute le tournoi pré-olympique, alors qu'elle est leader de la WNBA aux interceptions (21) et troisième aux rebonds (8,9 de moyenne). Après un départ avec 8 victoires pour 3 défaites, le Dream enchaîne 6 revers qui le font chuter dans le classement.
Son contrat rompu par le Storm Le 25 juin 2016, Markeisha Gatling trouve place deux jours plus tard avec le Dream où elle prend la place de Cierra Burdick. Le 17 juillet, le Dream obtient une victoire de prestige face aux Sparks en stoppant leur record d'invincibilité.
Après une saison 2017 avec seulement 12 victoires pour 22 défaites, Michael Cooper est remercié à la fin de la saison régulière. Précédemment assistante du Sun du Connecticut, Nicki Collen est nommée en novembre 2017 pour le remplacer.

### Saison 2018
Dirigé par Nicki Collen, le Dream bénéficie du retour d'Angel McCoughtry qui avait fait l'impasse sur la saison précédente.
Le 9 juillet 2018, Layshia Clarendon est échangée avec un second tour de la draft WNBA 2019 par le Dream contre Alex Bentley et envoyée au Sun. Début août, le Dream prolonge Tiffany Hayes pour plusieurs années à Atlanta, mais perd Angel McCoughtry sur blessure peu avant la fin de la saison régulière alors que le Dream est en troisième position du championnat. Elle est remplacée numériquement par Adaora Elonu. Maggie Lucas joue sept rencontres avec le Dream mais ne finit pas la saison.
Avec 23 succès, le meilleur total historique de la franchise, le Dream se classe deuxième de la saison régulière. Nicki Collen est élue entraîneuse de l'année.

### Saison 2019
Dirigée pour la deuxième saison par Nicki Collen, la franchise de Géorgie ne réédite pas la performance de 2018 (bilan de 23-11), mais diminuée par l'absence d'Angel McCoughtry elle finit dernière de la saison régulière (bilan de 8-26) et ne se qualifie pas pour les play-offs. Derrière les 14,7 points pare rencontre  de Tiffany Hayes, les marqueuses suivantes Brittney Sykes et Renee Montgomery ont toutes deux une adresse sous les 40 %. Après une année rookie à 3,3 points et 2,8 rebonds, Monique Billings a porté ses statistiques à 5,5 points et 6,9 rebonds et représente l'une des satisfactions de la saison.

### Saison 2020
Erica McCall ne dispute qu'une rencontre avec le Dream d'Atlanta avant d'être remerciée, puis signée le lendemain par le Lynx.
La saison WNBA 2020 est marquée par son soutien au mouvement Black Lives Matter. Détentrice de 49 % des parts de la franchise, la sénatrice républicaine Kelly Loeffler proteste contre ce choix. Les joueuses apportent alors le soutien au candidat démocrate Raphael Warnock qui défait la sortante. En janvier 2021, Kelly Loeffler annonce la prochaine vente totale de ses parts dans la franchise. Fin février, la WNBA et le Bureau des gouverneurs de la NBA approuvent unanimement la reprise de la franchise par l'entrepreneur Larry Gottesdiener, associé à l'ancienne joueuse du Dream Renee Montgomery et l'autre entrepreneur Suzanne Abair.

### Saison 2021
En juillet 2021, Chennedy Carter (14,2 points et 3,4 passes décisives sur 11 des 19 rencontres du débat de saison) est mis à l'écart du Dream pour « conduite nuisant à l'équipe ».
Peu de temps avant le début de la saison 2021, l'entraîneuse Nicki Collen quitte le Dream pour l'Université Baylor. L'entraîneur adjoint Mike Petersen est nommé entraîneur-chef par intérim pour la saison 2021, mais il doit renoncer en cours d'année pour des raisons de santé et laisse la place à son assistant Darius Taylor. En fin de saison (8 victoires pour 24 défaites), il n'est pas conservé à cette fonction et le Dream engage l'ancienne joueuse Tanisha Wright.
Le Dream enregistre un bilan de 8 victoires pour 24 défaites et ne se qualifie pas pour les play-offs, avec notamment une série de 11 revers consécutifs entre le 2 juillet et le 2 septembre. Courtney Williams est la meilleure joueuse de l'équipe avec 16,5 points et6,8 rebonds par rencontre.

## Palmarès, bilan et récompenses

### Palmarès
| Championnat nationale                                                      | Autres titres                                                                       |
| - Women's National Basketball Association - Finaliste : 2010, 2011 et 2013 | - Conférence Ouest (3) - Champion : 2010, 2011 et 2013 - Commissioner's Cup - Néant |

## Joueuses et personnalités

### Entraîneurs
- 2007-2012 : Marynell Meadors (73 v.-87 d.)
- 2012-2013 : Fred Williams (24 v.-20 d.)
- 2014-2017 : Michael Cooper (63 v.-73 d.)
- 2018-2021 : Nicki Collen (38 v.-52 d.)
- 2021 : Mike Petersen (6 v.-13 d.)
- 2021 : Darius Taylor (2 v.-11 d.)
- 2022- : Tanisha Wright

## Identité du club

### Logos

Évolution du logo
Logo de 2008 à 2019.
Logo depuis 2020.